# Tsumugi Akita Animation Lab
Tsumugi Akita Animation Lab Co., Ltd. (株式会社つむぎ秋田アニメLab Kabushiki-gaisha Tsumugi Akita Anime Rabu?), es un estudio de animación japonés fundado en 2017.

## Historia
En abril de 2017, Tsumugi Animation Research Institute Co., Ltd. (株式会社つむぎ作画技術研究所 Kabushiki-gaisha Tsumugi Sakuga Gijutsukenkyūsho?) fue fundada en el distrito de Nakano, Tokio, en la dirección 5-48-1, Lions City Nakano 309. La empresa fue establecida por el animador Tsukasa Sakurai, quien previamente trabajó como gerente de animación 2D digital y director de animación en Satelight y Graphinica. Además de liderar Tsumugi Animation Lab, Sakurai también actúa como representante de Tetsujin Dōga, una empresa dedicada a la subcontratación de tareas de entintado y pintura en el proceso de animación. Este enfoque dual refuerza su experiencia y compromiso con el desarrollo técnico y artístico en la industria de la animación.
En marzo de 2018, la empresa trasladó su oficina central a 2-6-45 Minamimachi, ciudad de Kawaguchi, prefectura de Saitama. En septiembre de 2019, la empresa continuó su crecimiento estableciendo un departamento dedicado a la creación de fondos.
El 3 de abril de 2020, la compañía cambió su nombre a Tsumugi Akita Animation Lab Co., Ltd. (株式会社つむぎ秋田アニメLab Kabushiki-gaisha Tsumugi Akita Anime Rabu?), reflejando su enfoque en Akita como base de operaciones. Poco después, el 6 de abril de 2020, trasladaron su sede a Asahihokueicho 1-48, Edificio Trapant, 4.º piso, Sala 403, Prefectura de Akita, Akita. Este cambio simboliza un nuevo capítulo en la trayectoria de la empresa, fortaleciendo su vínculo con la región y ampliando su alcance en la industria de la animación. En agosto del mismo año, Tsumugi Akita Animation Lab fue reconocida como una empresa de promoción por parte de la Prefectura de Akita y la Ciudad de Akita.
En mayo de 2024, la empresa firmó un acuerdo de colaboración con Bandai Namco Filmworks. Este acuerdo tiene como objetivo fortalecer la estructura de producción continua de animación y fomentar la expansión de las operaciones de la empresa.
Además del estudio de Akita donde se encuentra la sede central, la compañía mantiene una oficina y un estudio Kawaguchi en Kawaguchi, prefectura de Saitama, establecido en la ubicación de la antigua sede central.

## Estructura de producción
En 2020, Tsumugi Akita Animation Lab contaba con un equipo compuesto por 28 empleados, distribuidos entre el estudio de Akita y el estudio de Kawaguchi.
Tsumugi Akita Anime Lab se fundó originalmente como un estudio de animación centrado en la creación de dibujos y acabados para proyectos de anime. Ha colaborado en obras producidas por estudios como Production I.G, J.C.Staff, Project No.9 y Studio Comet. Desde 2019, ha participado con mayor frecuencia en proyectos encabezados por Ufotable, con quien mantiene una relación cercana, trabajando bajo su propio nombre o a través de su filial Tetsujin Dōga, principalmente en tareas de animación intermedia y acabados.
La producción en el estudio incorpora el uso de Unreal Engine, lo que permite que el personal pueda trabajar en múltiples áreas del proceso de producción. Además, el estudio ha implementado una metodología llamada edición de animatics, que se asemeja a los videoboards, en lugar de los tradicionales guiones gráficos. Gracias a estas innovaciones, el estudio ha establecido un sistema eficiente que les permite producir series de televisión de manera estable con un equipo reducido.
En la obra Ryūsatsu no Kyōkotsu, producida por Tsumugi Akita Anime Lab en el marco del proyecto Anime no Tane 2021, se logró realizar toda la producción de manera interna, sin recurrir a personal externo. En la animación participaron todos los animadores de la compañía, con un total de 16 miembros del estudio de Akita y 9 miembros del estudio de Kawaguchi involucrados en el proyecto.

## Obras

### Series de televisión
| Año  | Título                                                                             | Director     | Fecha de primera transmisión | Fecha de última transmisión | Eps. | Notas                                                                                  | Refs.                |
| ---- | ---------------------------------------------------------------------------------- | ------------ | ---------------------------- | --------------------------- | ---- | -------------------------------------------------------------------------------------- | -------------------- |
| 2024 | Meiji Gekken: 1874                                                                 | Jin Tamamura | 14 de enero de 2024          | 17 de marzo de 2024         | 10   | Historia original                                                                      | [ 12 ]               |
| 2024 | Tensei Shitara Dai Nana Ōji Datta no de, Kimama ni Majutsu o Kiwamemasu            | Jin Tamamura | 2 de abril de 2024           | 18 de junio de 2024         | 12   | Adaptación de las novelas ligeras escritas por Kenkyo na Circle e ilustradas por Meru. | [ 13 ] [ 14 ] [ 15 ] |
| 2025 | Tensei Shitara Dai Nana Ōji Datta no de, Kimama ni Majutsu o Kiwamemasu 2nd Season | Jin Tamamura | 10 de julio de 2025          | —                           | —    | Secuela de Tensei Shitara Dai Nana Ōji Datta no de, Kimama ni Majutsu o Kiwamemasu.    | [ 16 ] [ 17 ]        |

### ONAs
| Año  | Título               | Director        | Fecha de primera transmisión | Fecha de última transmisión | Eps. | Notas                                            | Refs.         |
| ---- | -------------------- | --------------- | ---------------------------- | --------------------------- | ---- | ------------------------------------------------ | ------------- |
| 2021 | Ryūsatsu no Kyōkotsu | Tsukasa Sakurai | 26 de marzo de 2021          | 26 de marzo de 2021         | 1    | Historia original. Parte del Anime no Tame 2021. | [ 11 ] [ 18 ] |